# I Wake Up Screaming
I Wake Up Screaming (originalment titulada Hot Spot) és una pel·lícula de cinema negre estatunidenca del 1941 dirigida per H. Bruce Humberstone. Es basa a la novel·la homònima de Steve Fisher, adaptada per Dwight Taylor. La pel·lícula és protagonitzada per Betty Grable, Victor Mature i Carole Landis, i inclou un dels pocs papers dramàtics de Grable.

## Argument
La història transcorre en gran part a través d'una sèrie de flashbacks, començant amb el promotor esportiu de Nova York Frankie Christopher sent interrogat en una comissaria de policia sobre l'assassinat d'una jove actriu, Vicky Lynn. Christopher explica la primera vegada que va conèixer la Vicky com a cambrera en un restaurant quan hi era amb dos amics, l'actor desaparegut Robin Ray i el columnista de xafarderies Larry Evans. Christopher reprèn l'atreviment dels seus amics per convertir Vicky en una estrella amb la seva ajuda.
Christopher ho aconsegueix, però Vicky el traeix signant amb un productor de Hollywood. A l'apartament que comparteix amb la seva germana Jill, finalment li diu a Christopher que el deixa mentre fa les maletes. Christopher reacciona enfadat, i l'endemà al matí la Jill torna a l'apartament per trobar la seva germana morta amb Christopher al costat del seu cos.
No tenint prou proves per detenir Christopher per l'assassinat, el detectiu Ed Cornell el deixa anar, però està absolutament segur de la culpabilitat d'en Christopher i promet portar-lo davant la justícia. Perseguit per Cornell, que abusa del seu poder, entrant a casa d'en Christopher i altres residències sense ordres judicials, Christopher es dirigeix a la Jill, a qui no li havia agradat gaire però no creu que podria haver matat la seva germana.
Quan la Jill i Frankie comencen a enamorar-se, segueixen els moviments i trobades anteriors de la Vicky per trobar el veritable assassí. Finalment, van concloure que l'havia assassinada el gerent de recepció de l'edifici d'apartaments, Harry Williams. Williams admet el crim, però també li diu a Frankie que Cornell ja sabia de la seva culpa. Christopher, amb la policia a prop, va a l'apartament de Cornell, que descobreix que està enguixat amb cartells de Vicky, el que porta a un enfrontament final en el qual Cornell admet haver intentat incriminar Christopher, a causa de la gelosia per Vicky.

## Repartiment
- Betty Grable com a Jill Lynn
- Victor Mature com a Frankie Christopher
- Carole Landis com a Vicky Lynn
- Laird Cregar com a Ed Cornell
- Alan Mowbray com a Robin Ray
- Allyn Joslyn com a Larry Evans
- Elisha Cook, Jr. com a Harry Williams
- Chick Chandler com a reporter
- Cyril Ring com a reporter
- Morris Ankrum com a Asst. Fiscal de districte
- Charles Lane com el Sr. Keating, florista
- Frank Orth com a Conserge
- Gregory Gaye com a cambrer
- May Beatty com a Sra. Händel
- Stanley Blystone com a detectiu (sense acreditar)
- Heinie Conklin com a vianant (sense acreditar)

## Producció
La pel·lícula es va titular originalment I Wake Up Screaming abans que el seu títol es canviés a Hot Spot i després de nou a I Wake Up Screaming, tot i que es va estrenar en alguns mercats com a Hot Spot. Va ser la primera pel·lícula de Mature sota el seu contracte amb 20th Century-Fox. Alice Faye va ser elegida originalment com a Jill però va ser substituït per Betty Grable.
Es rumorejava que I Wake Up Screaming era la primera pel·lícula de Hollywood de l'actor francès Jean Gabin, però primer va haver d'aprendre anglès, cosa que va entrar en conflicte amb el calendari de rodatge.
La pel·lícula es va tornar a fer el 1953 com Vicki.

## Recepció

### Taquilla
La pel·lícula va obtenir un benefici de 574.100 $.

### Resposta crítica
El crític de cinema Dennis Schwartz va donar a la pel·lícula una crítica favorable, escrivint: "El director de l'estudi Veteran Fox H. Bruce Humberstone (Charlie Chan at the Opera / Sun Valley Serenade), les pel·lícules de la qual van des de Charlie Chan fins a Tarzan, fa el seu millor esforç en aquesta emocionant pel·lícula negra. I Wake Up Screaming es va tornar a fer el 1953 com a Vicki. Dwight Taylor basa el seu guió en el llibre de l'escriptor pulp Steve Fisher. En un moviment discordant que funciona d'una manera estranya, 'Somewhere Over the Rainbow' és la banda sonora que es pot escoltar a tot arreu. Aquesta primera pel·lícula negra, rodada amb un estil naturalista, va mostrar com la fotografia fosca pot augmentar l'estat d'ànim inquietant i fer que la pel·lícula sigui més tensa... La conclusió està plena de girs argumentals i revelacions sorprenents de personatges, com l'actuació meravellosament sinistra de Laird Cregar com al detectiu psicopàtic que domina la pantalla."

## Música
La partitura de la pel·lícula contenia "Over the Rainbow" i el tema de la pel·lícula de 1931 Street Scene, escrita per Alfred Newman. També s'escolta al fons "These Are the Things I Love", escrita per Harold Barlow i Lewis Harris, que es va convertir en una balada popular durant l'era de la big band.